# El mensaje de la muerte
El mensaje de la muerte es una película de suspenso mexicana de 1953 dirigida por Zacarías Gómez Urquiza y protagonizada por Miguel Torruco, Rebeca Iturbide y Elena Julián.

## Argumento
Un hombre es confundido y secuestrado tras defender a la cantante de un cabaret que está siendo investigado.

## Reparto
- Miguel Torruco
- Rebeca Iturbide
- Elena Julián
- José María Linares Rivas
- Maruja Griffel
- Martha Lipuzcoa
- Joaquín García Vargas
- Juan Orraca
- Julián de Meriche
- Pepe Nava
- Manuel Resendiz
- Valente Quintana
- Yolanda Montes
- Matilde Sánchez
- Los Hermanos Nicholas como ellos mismos
- Trío Orizaba, Mario y Ramón Lobo, y Othón Lopez